# Maciej Kiedik
Maciej Kiedik (ur. 9 października 1948 we Wrocławiu) – polski chemik, doktor nauk technicznych w dziedzinie technologii organicznej.

## Życiorys
W 1949 roku jego rodzina przeniosła się do Chorzowa. Ojciec, absolwent wydziału chemii na Politechnice Lwowskiej, pracował w Głównym Instytucie Górnictwa w Katowicach na stanowisku docenta.
Ukończył I Liceum Ogólnokształcące im. Juliusza Słowackiego w Chorzowie w 1966 oraz studia wyższe na Wydziale Chemicznym Politechniki Śląskiej. W 1971 po uzyskaniu tytuł magistra inżyniera chemii, podjął pracę w Instytucie Ciężkiej Syntezy Organicznej „Blachownia” w Kędzierzynie-Koźlu (ICSO), gdzie pod kierunkiem prof. dr Edwarda Grzywy rozpoczął badania nad zastosowaniem żywic jonowymiennych jako katalizatorów syntez chemicznych.
W efekcie badań prowadzonych pod jego kierownictwem, w latach 1974–2004 opracowane zostały procesy otrzymywania nonylofenolu, bisfenolu A, dinonylofenolu, p-tert-butylofenolu, p-oktylofenolu, propylofenolu, trioksanu, izobutylobenzenu, MTBE i kumenu.
W 1978 uzyskał stopień doktora nauk technicznych, tematem jego rozprawy doktorskiej, przygotowywanej pod kierunkiem profesora Grzywy, była technologia otrzymywania bisfenolu A z zastosowaniem żywic jonowymiennych jako katalizatorów.
Technologie nonylofenolu i bisfenolu A zostały wdrożone w Zakładach Chemicznych Blachownia oraz były przedmiotem 11 kontraktów na sprzedaż licencji za granicę m.in. do Chin, Indii, Tajwanu, Korei Płd., Iranu i w roku 2014 do Rosji.
W latach 1990–1992 pełnił funkcję dyrektora ICSO. W latach 2006–2013, po odejściu z ICSO, był zatrudniony na stanowisku adiunkta w Instytucie Inżynierii Materiałów Polimerowych i Barwników w Toruniu Oddział w Gliwicach, gdzie we współpracy z Firmą Innowacyjną CHEMWIK z Wrocławia, a następnie z MEXEO z Kędzierzyna-Koźla prowadził prace nad modernizacją technologii otrzymywania bisfenolu A, która po trzydziestu latach stosowania utraciła swoją konkurencyjność. W efekcie tych prac powstała technologia nowej generacji, chroniona czterema patentami polskimi i międzynarodowymi.
Jest współautorem ponad 100 patentów polskich i zagranicznych oraz 40 artykułów naukowych i referatów wygłaszanych na konferencjach naukowo-technicznych.
Jest członkiem Akademii Inżynierskiej w Polsce.

## Wyróżnienia i nagrody
- Krajowy Mistrz Techniki NOT (1978)
- Srebrny Krzyż Zasługi (1978)
- Złoty Krzyż Zasługi (1984)
- Nagroda Państwowa (1984)
- Złote Medale na Międzynarodowych Wystawach Wynalazków: Norymberga 1977, Bruksela 1999, Genewa 2000, Moskwa 2001, Warszawa 2003, Seul 2004.
- Tytuł Mister Eksportu Targów Poznańskich (1992)
- Kawaler Honorowego Medalu SPRiW im. Tadeusza Sendzimira (2002)
- Znak Jakości w I edycji Ogólnopolskiego Konkursu i Programu Doradztwa Konsumenckiego "Laur Eksperta 2015/2016" w kategorii „Chemia przemysłowa” dla produktu ADVANCE BPA przyznanego przez Instytut Zarządzania i Rozwoju Jakości
- Nominacja do tytułu Polska Nagroda Innowacyjności 2015, przyznana przez Polską Agencję Przedsiębiorczości (2015)
- Polska Nagroda Inteligentnego Rozwoju (2016).

## Wybrane publikacje
- M. Kiedik, E. Grzywa, A. Chruściel, Nowa energooszczędna technologia otrzymywania bisfenolu A, „Przemysł Chemiczny”, 86 (1), 2007, s. 29.
- M. Kiedik, A. Chruściel, A. Sokołowski, Wykorzystanie opracowanego modelu matematycznego węzła syntezy Bisfenolu A do zwiększenia efektywności procesu produkcyjnego, „Przemysł Chemiczny”, 87 (9), 2008, s. 969.
- M. Kiedik i inni, Nowy proces wytwarzania bisfenolu A z zastosowaniem katalizatora promotorowanego, „Przemysł Chemiczny”, 91 (8), 2012, s. 1000.
- M. Kiedik, F. Akhmetov, Postęp w zakresie technologii produkcji bisfenolu A, „Przemysł Chemiczny”, 94 (5), 2015, s. 677.
- Arkadiusz Chruściel, Maciej Kiedik, Wiesław Hreczuch, New method of running the bisphenol A synthesis process using the set of two-zone reactors, „Chemical Engineering Research and Design”, 141, 2019, s. 187–197, DOI: 10.1016/j.cherd.2018.10.027 (ang.).
- Maciej Kiedik, Arkadiusz Chruściel, Wiesław Hreczuch, The MEXEO Bisphenol A ( BPA ) Technology (Case Study), [w:] Jacques Mortier (red.), Industrial Arene Chemistry: Markets, Technologies, Sustainable Processes and Cases Studies of Aromatic Commodities, wyd. 1, Wiley, 6 czerwca 2023, s. 1359–1384, DOI: 10.1002/9783527827992.ch45, ISBN 978-3-527-34784-1 (ang.).